# 近藤康雄 (ヘアスタイリスト)
近藤康雄　(こんどう やすお、1978年7月6日)は、日本の男性美容師。通称はYSOと表記されることが多い。埼玉県熊谷市の美容室「電髪倶楽部」副代表　を経て2024年、同県さいたま市に自身のサロンである「HAZE」創設。

## 人物
- 小学校時代はサッカー、バンド、スケボー、中学ではバスケ、彫刻、絵画にのめり込む[2]。
- その後、高校入学直前で父親が蒸発するも高校をなんとか自身の努力により卒業。
- フリーターをしながら、人生を模索する日々のなか、どうしても辮髪にしたくなりエクステがつけられる美容室を探していたところ『電髪倶楽部』にたどり着き、そのまま入社した[2]。
- 「ヘアカラー・ブリーチの達人」としてInstagramなどのSNSで活動[3]。自然現象や風景、生物などをデザインソースにする「アメージングカラー」を得意としている。

## 来歴
- 2017年よりオンラインサロンの前身となる少人数制のワークショップを開講。
- 2018年より技術特化型ヘアカラーオンラインサロン「ACWSM」主催。
- トレンドビジョン2019アワード ジャパンファイナルでSILVER AWARD受賞[4]。
- manic panic 公認アンバサダーサロン就任。
- oneshot2022 日本人唯一の世界Top100、3部門に選出。

## 著書
- 美容師1・2年目の教科書: 美容師にとって技術より大事な思考法 (2020年著)